# Peter Lamborn Wilson
Peter Lamborn Wilson, noto anche con lo pseudonimo di Hakim Bey (Baltimora, 1945 – Saugerties, 22 maggio 2022), è stato un filosofo, mistico, saggista, anarchico, poeta e scrittore statunitense, conosciuto principalmente come primo propositore del concetto delle Zone Temporaneamente Autonome (TAZ), basate sulla rivisitazione storica delle Utopie Pirata.

## Pseudonimo

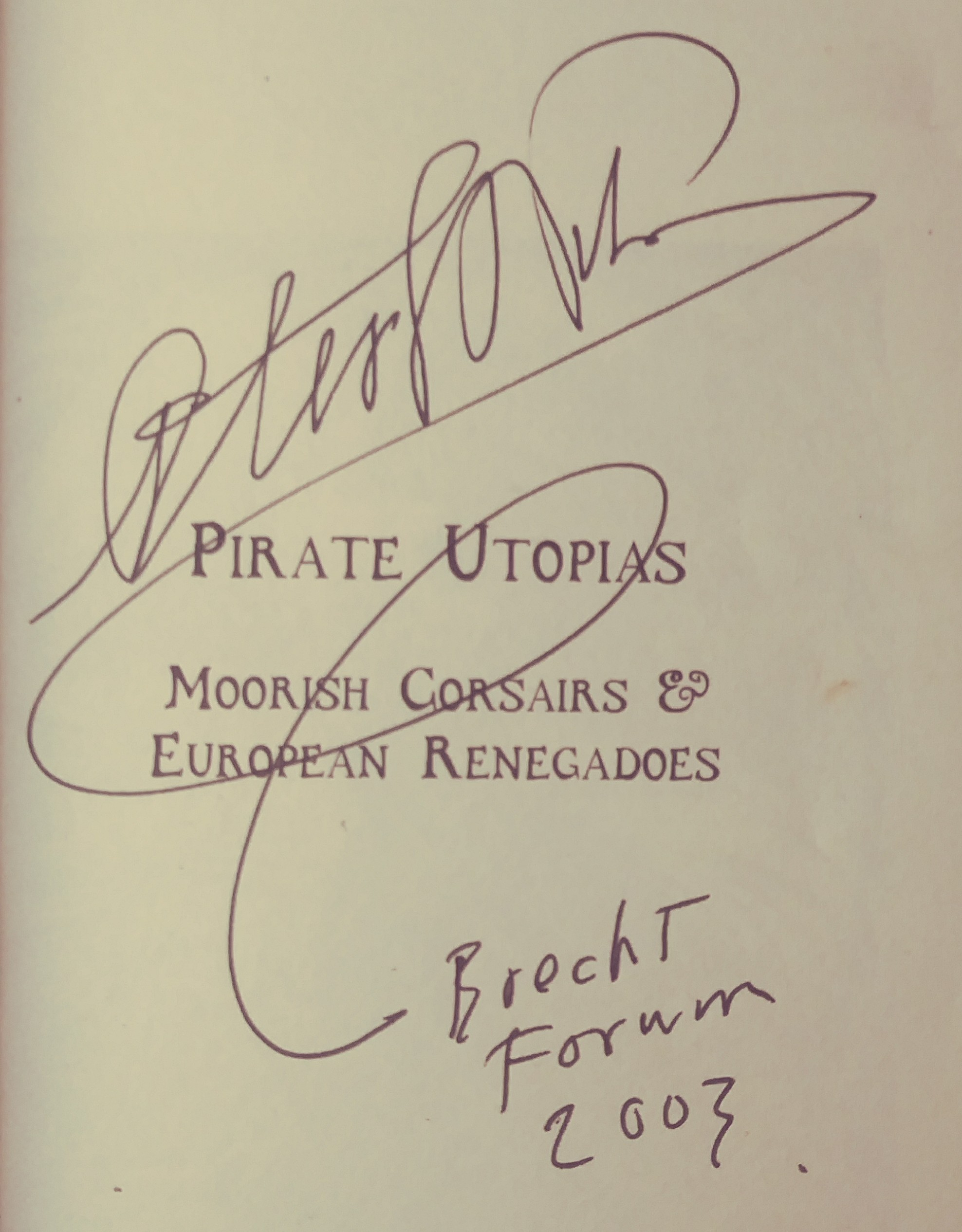
Firma di Peter Lamborn Wilson (alias Hakim Bey) sul frontespizio di Utopie Pirata in una copia per Jay Dobkin.

A volte, al modo usato fin dal 1970 anche da altri scrittori radicali, Lamborn Wilson ha scritto sotto lo pseudonimo di Hakim Bey, in cui la parola araba che significa "uomo saggio" è combinata con un cognome comune nel canone musulmano noto come "Moorish Science Temple". Poiché però Bey è, in Turchia, un termine generico utilizzato dopo un nome per designare un gentiluomo, potrebbe essere un semplice rafforzativo di "Hakim" che, in questo caso, prenderebbe il significato di "giudice".

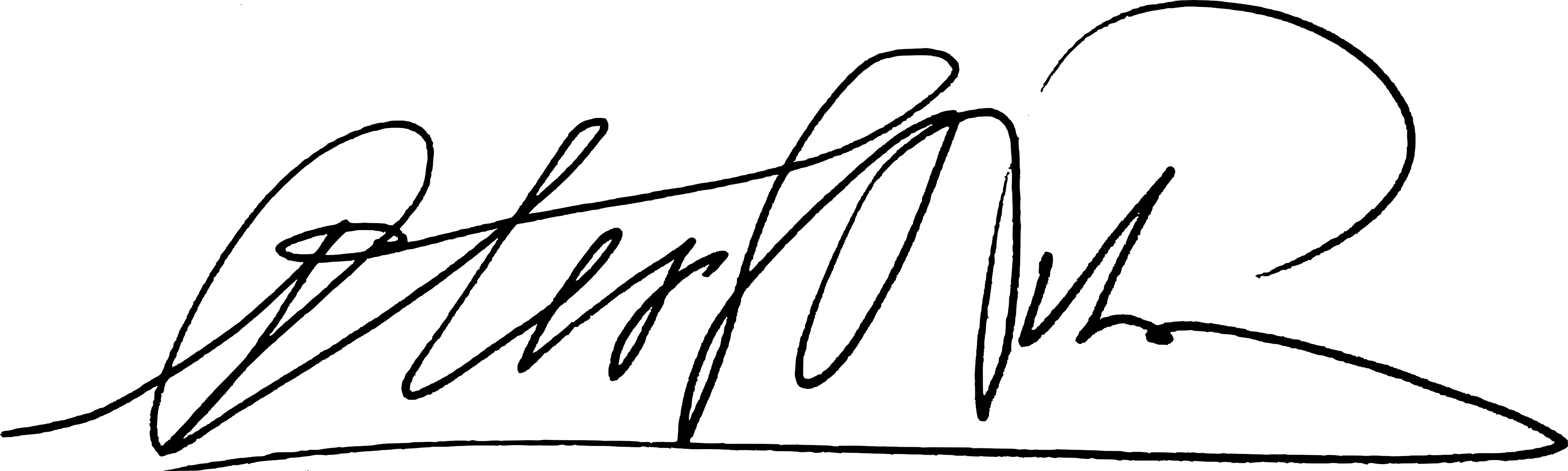
Dettaglio della firma di Peter Lamborn Wilson

## Biografia
Ha passato due anni tra India, Pakistan e Afghanistan e sette anni in Iran (dove fu iscritto all'Accademia Iraniana Imperiale di Filosofia, fondata e diretta da Seyyed Hossein Nasr), che lasciò durante la Rivoluzione islamica.
Nel 1980 le sue idee evolsero dal guenonismo neo-tradizionalista a una sintesi di anarchismo e situazionismo con mescolanze di sufismo e neopaganesimo. Descrive la sua ideologia come anarchismo ontologico o immediatismo. In passato ha lavorato con il progetto no-profit Autonomedia a Brooklyn.
In aggiunta ai suoi scritti sull'anarchismo e le Zone Temporaneamente Autonome, Wilson ha dedicato i suoi saggi a diversi argomenti, come le tradizioni dei Tong, Charles Fourier, Gabriele D'Annunzio, le connessioni tra il sufismo e le antiche usanze celtiche, la pederastia nella tradizione Sufi, la tecnologia e il luddismo, e l'uso dell'Amanita muscaria nell'Irlanda antica.
I testi poetici di Hakim Bey e le poesie sono apparse in P.A.N.; Panthology One, Two e Three, Ganymede, Exquisite Corpse, vari libri in brossura Acolyte Reader e il NAMBLA Bulletin; per aver sostenuto quest'ultima organizzazione, il cui obiettivo era di legalizzare la pedofilia e la pederastia, Bey è stato fortemente attaccato da numerosi altri anarchici.
Alcune di queste poesie, inclusa la serie Sandburg, sono raccolte nell'inedito DogStar. In italiano alcune traduzioni delle sue opere sono state pubblicate dal 1977 al 1983 sulla rivista Conoscenza Religiosa, fondata e diretta da Elémire Zolla.
Le sue traduzioni includono un volume delle poesie di Abu Nuwas, O Tribe That Loves Boys. Ha anche pubblicato un romanzo, The Chronicles of Qamar: Crowstone.
Wilson è un personaggio controverso nell'ambiente anarchico. Alcuni anarchici sociali giudicano le sue idee come vicine all'anarco-individualismo, per via del suo atteggiamento apolitico e interessato a mantenere uno stile di vita anarchico, ovvero un anarchismo rinchiuso in piccole comunità o piccoli gruppi di singoli, castrato della sua forza di cambiamento sociale. Molti anarchici atei e materialisti disapprovano le sue tendenze al misticismo, occultismo e all'irrazionalismo che si ritrovano all'interno delle proprie opere. È stato inoltre attaccato da altri anarchici per la sua difesa della pederastia. Tra i critici più duri nei confronti di Bey vi è stato Murray Bookchin, che a suo tempo lo accantonò a John Zerzan nel saggio Social Anarchism or Lifestyle Anarchism: An Unbridgeable Chasm per il suo atteggiamento mistico-occultista e individualista.
La sua opera letteraria viene considerata nell'ambiente anarchico se non altro per avere aperto nuovi dibattiti teorici, soprattutto nel recupero della teoria del caos e nel concetto di TAZ.